# Ruta Estatal de Nueva York 9A
La Ruta Estatal de Nueva 9A (NY 9A) es una carretera estatal en las cercanías de Nueva York en los Estados Unidos. Su extremo sur se encuentra en Battery Place cerca del extremo norte del túnel Brooklyn–Battery en el bajo Manhattan, donde se interseca tanto con la no señalizada Interestatal-478 (I-478) y el FDR Drive. El extremo norte de NY 9A es en la U.S. Route 9 (US 9) en Peekskill. Es predominantemente una ruta alterna para la US 9 entre la ciudad de Nueva York y Peekskill; sin embargo, en la ciudad de Nueva York, es una ruta principal por sí misma y corre a lo largo de West Side Highway y Henry Hudson Parkway. Es también una de sólo dos rutas estatales señalizadas en Manhattan (la otra es la NY 25). En la parte norte del Westchester County, NY 9A sigue la Briarcliff–Peekskill Parkway.
Los oríguenes de la NY 9A se remontan a los años 1920 cuando una ruta alterna de la entonces NY 6 entre Yonkers y Tarrytown fue declarada como NY 6A. NY 6 fue redeclarada como US 9 en 1927; sin embargo, NY 6A no fue renumerada como NY 9A hasta el proceso de renumeración de las autopistas estatales de 1930. NY 9A fue extendida al sur hacia Nueva York en 1934 y al norte hacia Ossining a finales de los años 1930. En Briarcliff–Peekskill Parkway abrió como la NY 404. Su integridad fue incorporada en una extendida NY 9A el 1 de enero de 1949. NY 9A fue extendida hacia el norte hasta Peekskill en 1967 luego de la culminacióin de la Croton Expressway y hacia el sur hasta el túnel Brooklyn–Battery a mediados de los años 1990.

## Descripción de la ruta

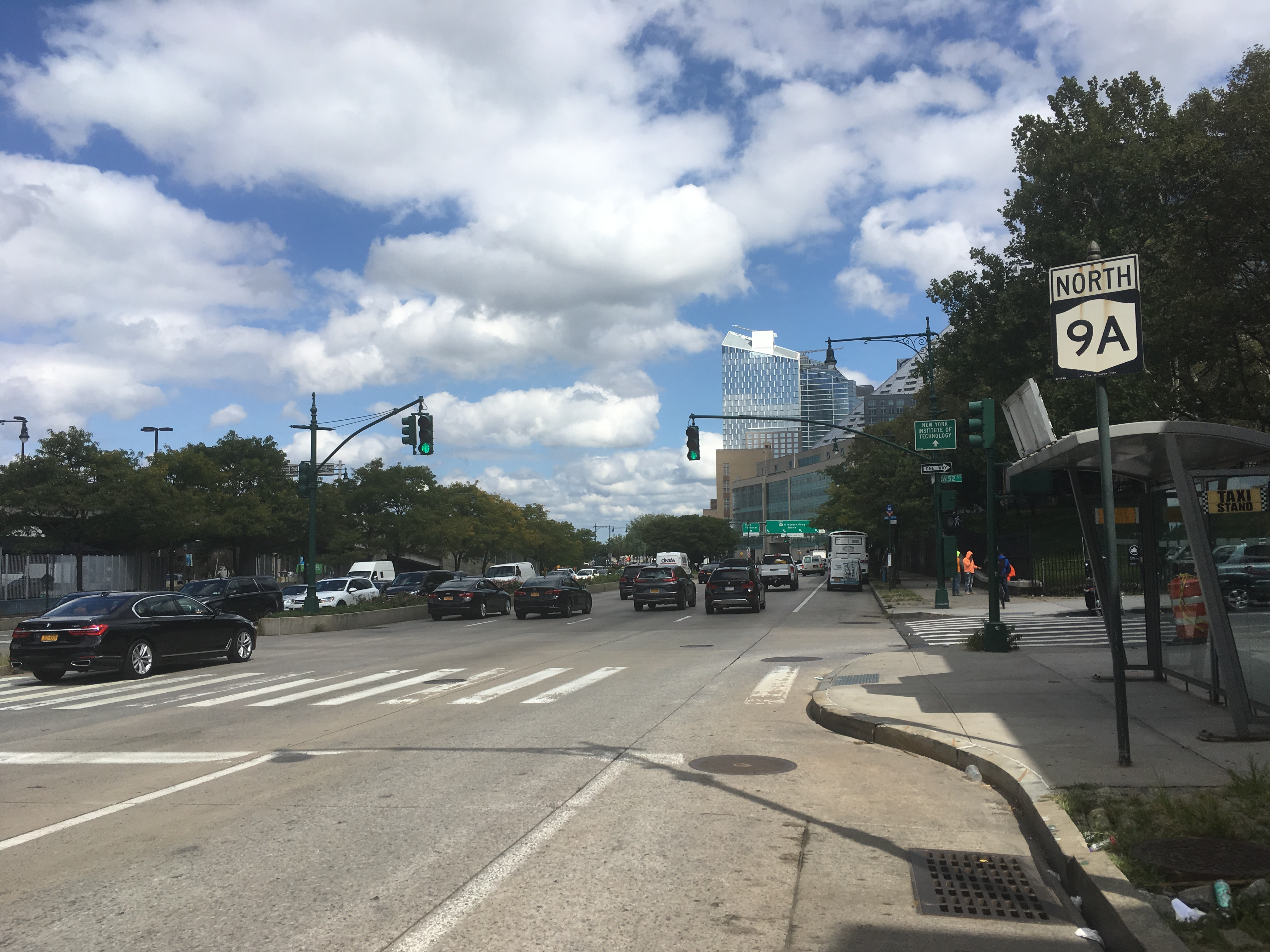
Vista hacia el norte de la NY 9A desde la calle 52 en Manhattan

La NY 9A empieza en el bajo Manhattan en Battery Place cerca del extremo norte del túnel Brooklyn-Battery (I-478 sin señalizar) y va hacia el norte a través de las autopistas superficiales West Side Highway y Henry Hudson Parkway, cruzando la US 9 por primera vez en el extremo este del Puente George Washington. Luego de cruzar hacia El Bronx a través del Puente Henry Hudson de propiedad de la Triborough Bridge and Tunnel Authority, la NY 9A se une a la US 9 en Broadway. Las partes de la NY 9A entre el bajo Manhattan y la calle 72, y entre la calle 125 hacia el límite de la ciudad (con la excepcióni del Puente Henry Hudson) son propiedad del Departamento de Transporte del Estado de Nueva York, la porción entre las calles 72 y 125 es propiedad del Departamento de Parques y Recreación de la Ciudad de Nueva York y la totalidad de la autopista dentro de los límites de la ciudad es mantenido diariamente por el Departamento de Transporte de la Ciudad de Nueva York. La coincidencia entre US 9 y NY 9A se extiende por 4.62 km. hasta la ciudad de Yonkers. La totalidad de la NY 9A dentro de Yonkers recibe mantenimiento por parte de la ciudad.

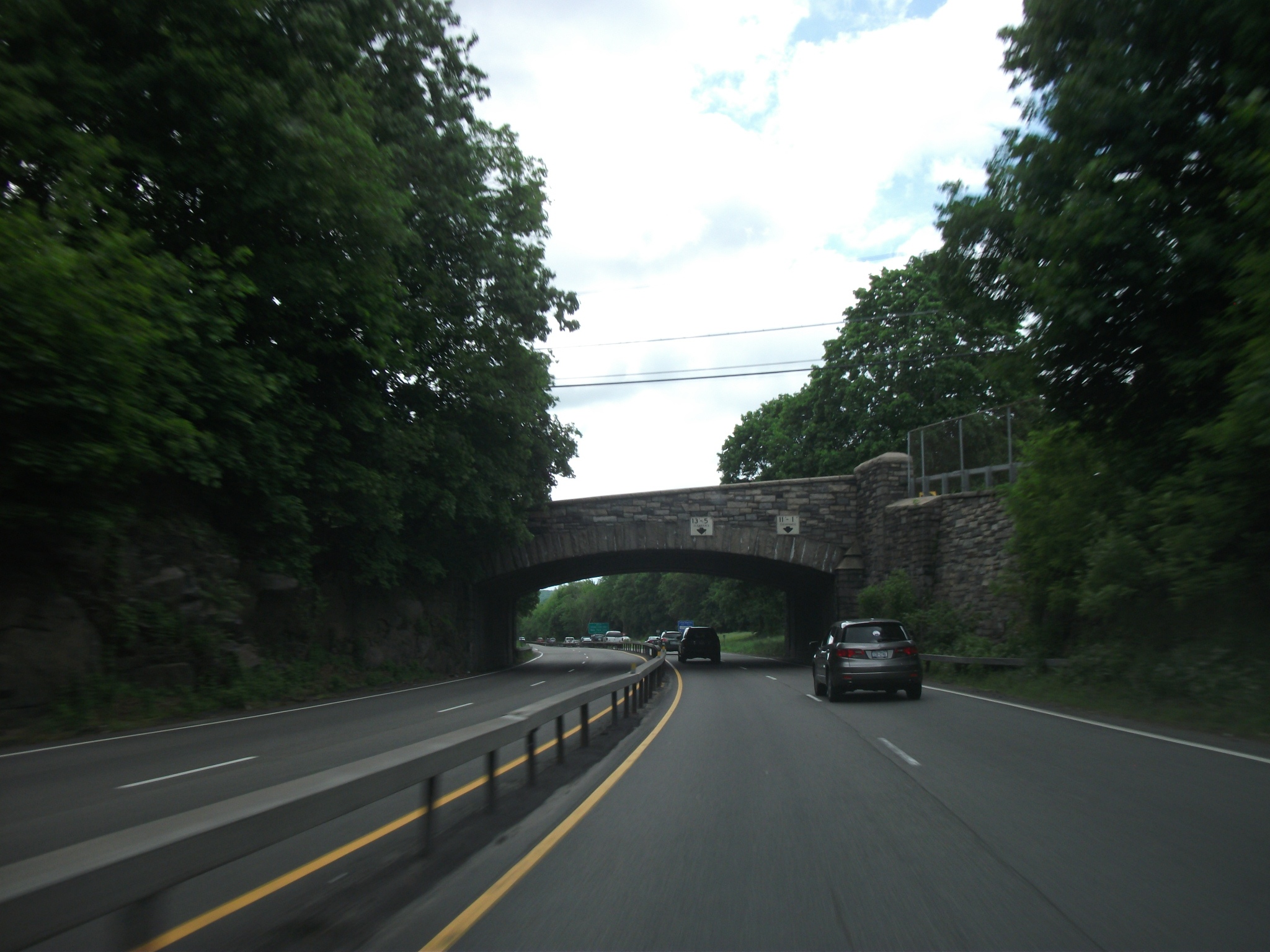
Vista sur de la NY 9A y la NY 100 en Briarcliff Manor

La NY 9A se separa de la US 9 a lo largo de la Avenida Ashburton y continúa hacia el norte como Saw Mill River Road. Corre parralela a la Saw Mill River Parkway a través de Ardsley y Elmsford, al lado oeste de Hawthorne. La ruta se une a la vía sur de la New York State Thruway (I-87) en un intercambio parcial y luego se une a la I-287 (la Cross-Westchester Expressway) en un intercambio completo que provee una ruta hacia la vía sur de la Thruway (I-87). La NY 100 se junta con la NY 9A para formar una concurrencia por 5.01 kilómetros. llevando los nombres Saw Mill River Road y Briarcliff–Peekskill Parkway, paralela a la Taconic State Parkway. NY 9A se separa de esta carretera a través de la Briarcliff–Peekskill Parkway, mientras la NY 100 continúa directo como Saw Mill River Road. NY 9A se une a la US 9 por una pequeña concurrencia en la Croton Expressway  en Ossining al sur del río Croton.
La segunda concurrencia entre la US 9 y la NY 9A se extiende por 1.76 kilómetros y la NY 9A deja la Croton Expressway en NY 129 en Croton-on-Hudson. La carretera sigue al norte a lo largo de la Avenida Riverside y en algún momento se une al antiguo Albany Post Road. Luego de cruzar la US 9 una vez más en Cortlandt, la NY 9A termina en el intercambio de la Avenida Welcher al sur de Peekskill.